# Daniel da Mota
Daniel da Mota (Ettelbruck, 11 settembre 1985) è un calciatore lussemburghese di origini portoghesi, attaccante dell'Atert Bissen.

## Carriera

### Club

#### Etzella Ettelbruck
Cresciuto calcisticamente nell'Etzella Ettelbruck, esordisce in prima squadra durante la stagione 2002-2003 a 18 anni, sotto la guida tecnica di Luc Holtz (in seguito allenatore della Nazionale lussemburghese nella partita contro il Fola Esch terminata con il risultato di 0-2 per la squadra avversaria. Qui gioca da titolare segnando vari gol. Durante la stagione 2006-2007 viene eletto migliore calciatore della BGL Ligue dopo aver segnato 26 gol.

#### F91 Dudelange
Nella stagione 2008-2009 firma un contratto triennale con l'F91 Dudelange. Con questa squadra vincerà il suo primo campionato e la sua prima Coppa del Lussemburgo, accedendo inoltre ai preliminari di Champions League contro gli sloveni Domzale. Nelle tre stagioni successive vince spesso con il Dudelange. Nel 2009 viene convocato da Dan Theis nella partita di qualificazione di Champions League contro Ventspils, che finisce con un saldo negativo di 0-3 e 1-3. Nella stagione 2010-2011 l'F91 Dudelange batte per 2-0 e 0-2 il Santa Coloma, con assist di Da Mota a Caillet che trova la rete. Con l'arrivo di Didier Philippe nella stagione 2011-2012, da Mota è titolare segnando il gol decisivo che regala la vittoria alla sua squadra in Coppa di Lussemburgo contro i bianconeri della Jeunesse d'Esch.

### Nazionale
Fin dal 2004 da Mota gioca nella Nazionale Under-21 sotto la gestione di Jeff Saibene.
Esordisce nella Nazionale maggiore sotto la guida di Guy Hellers il 2 giugno 2007 subentrando al 60º minuto a Jérôme Bigard durante la sfida contro la Albania valevole per le qualificazioni al Campionato europeo 2008. Segna le sue prime reti il 9 febbraio 2011 mettendo a segno una doppietta durante un'amichevole disputata contro la Slovacchia.
Il 2 giugno 2021 raggiunge quota 100 presenze in nazionale nell'amichevole persa 1-0 contro la Norvegia.

## Palmarès

### Club

#### Competizioni nazionali
- Campionato lussemburghese: 7

F91 Dudelange: 2008-2009, 2010-2011, 2011-2012, 2013-2014, 2015-2016, 2016-2017, 2017-2018
- Coppa del Lussemburgo: 4

F91 Dudelange: 2008-2009, 2011-2012, 2015-2016, 2016-2017

### Individuale
- Calciatore dell'anno (Lussemburgo): 1

2011